# Ohaba Lungă, Timiș
Ohaba Lungă este satul de reședință al comunei cu același nume din județul Timiș, Banat, România.